# Grenze zwischen Litauen und Russland
Die litauisch-russische Grenze ist eine internationale Grenze zwischen der Oblast Kaliningrad, einer Exklave Russlands (GUS- und OVKS-Mitglied), und Litauen (Mitglied der EU, der NATO und des Schengener Abkommens). Dieser Teil der EU-Außengrenze verläuft von West nach Südost, von der Ostsee bis zum Dreiländereck zwischen Litauen, Russland und Polen. Die Gesamtlänge der Staatsgrenze beträgt 266,0 km, davon 29,9 km über Land, 206,0 km durch Flüsse und 30,1 km durch Seen. Zusätzlich gibt es eine zwischenstaatliche Seegrenze als Abgrenzung der Hoheitsgebiete von 22,4 km westlich in die Ostsee.

Übersichtskarte des Kaliningrader Gebietes

Die Grenzabschnitte über Land sind mit technischen Einrichtungen (Drahtzäunen, Befestigungen und Sperrzonen) ausgestattet. Die meisten Grenzabschnitte hatten bis 2014 kaum einen Zaun, allenfalls bei einigen Orten in der Nähe von Straßen oder Dörfern (z. B. bei Wystiten). In Folge der von Russland unterstützten Übergriffe in der Ostukraine und der Annexion der Krim kam es ab 2014 durch schärfere Kontrollen auf Waren, die unter Embargos fallen, und durch ein erhöhtes Sicherheitsbedürfnis zu deutlichen Störungen des Grenzverkehrs. Anfang 2017 kündigte die litauische Regierung, angesichts zunehmender militärischer Aktivitäten im Grenzbereich der russischen Seite und politischer Spannungen in der Region, Pläne an, den Grenzübergang Kaliningrad / Ramoniškiai und andere Landgrenzen mit einem von der NATO finanzierten Zaun zu verstärken.
Der Zaun wurde im August 2022 fertiggestellt. Er ist vier Meter hoch und 550 km lang.

## Grenzverlauf

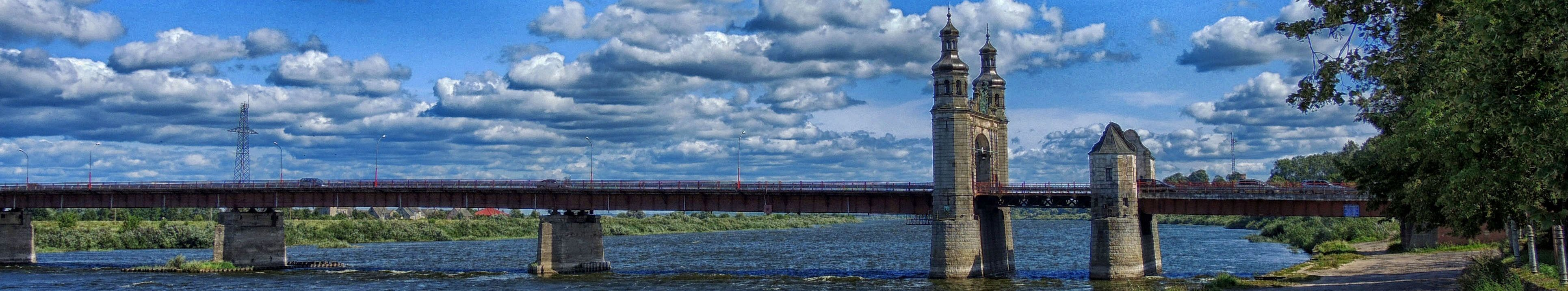
Königin-Luise-Brücke

| Russland Oblast Kaliningrad | Russland Oblast Kaliningrad | ⇄ | Litauen | Litauen                                                                                             | Position                     |
| --- | --- | --- | --- | --------------------------------------------------------------------------------------------------- | ---------------------------- |
| Seegrenze der Hoheitsgebiete | Seegrenze der Hoheitsgebiete | Seegrenze der Hoheitsgebiete | Seegrenze der Hoheitsgebiete | Seegrenze der Hoheitsgebiete                                                                        | 55° 23′ N, 20° 39′ O         |
| Grenzübergang Kurische Nehrung (russisch Погранпереход Куршская Коса), Morskoje (Морско́е) (Pillkoppen)                                                      | 27A-076 Р515 | | K167 | PKP Nida (Nidden, Gem. Nehrung)                                                                     | 55° 16′ 47″ N, 20° 57′ 50″ O |
| Grenzübergang Kurische Nehrung (russisch Погранпереход Куршская Коса), Morskoje (Морско́е) (Pillkoppen)                                                      | [ Anmerkung 2 ] | | | PKP Nida (Nidden, Gem. Nehrung)                                                                     | 55° 16′ 47″ N, 20° 57′ 50″ O |
| Куршский залив (Kurschski saliw) | Kurisches Haff | Kurisches Haff | Kurisches Haff | Kuršių marios                                                                                       | 55° 15′ N, 21° 8′ O          |
| Ibenwerder Rajon Slawsk (Heinrichswalde) ehemals Landkreis Heydekrug                                                                                        | Gerade Ost Ostragimnis Ost | Gerade Ost Ostragimnis Ost | Gerade Ost Ostragimnis Ost | Helenawerder, Rajongemeinde Šilutė (Heydekrug), Bezirk Klaipėda (Memel) ehemals Landkreis Heydekrug | 55° 15′ 3″ N, 21° 17′ 25″ O  |
| Brijoniškės (Elchwinkel) (russisch Зелёный Мыс), ehemals Landkreis Elchniederung                                                                            | Skirwiet / Ruß-Strom ↓ Memel ↓ (litauisch Nemunas, russisch Неман) | Skirwiet / Ruß-Strom ↓ Memel ↓ (litauisch Nemunas, russisch Неман) | Skirwiet / Ruß-Strom ↓ Memel ↓ (litauisch Nemunas, russisch Неман) | Rusnė (Ruß), Rajongemeinde Šilutė (Heydekrug)                                                       | 55° 17′ 38″ N, 21° 23′ 2″ O  |
| Sowjetsk (russisch Советск, Tilsit) | Bahnstrecke Sowetsk–Klaipėda | Bahnstrecke Sowetsk–Klaipėda | Bahnstrecke Sowetsk–Klaipėda | Pagėgiai (Pogegen)                                                                                  | 55° 5′ 27″ N, 21° 53′ 12″ O  |
| Sowjetsk (russisch Советск, Tilsit) | Dieser Artikel oder Abschnitt bedarf einer grundsätzlichen Überarbeitung. Näheres sollte auf der Diskussionsseite angegeben sein. Bitte hilf mit, ihn zu verbessern , und entferne anschließend diese Markierung. [ Anmerkung 8 ] | Dieser Artikel oder Abschnitt bedarf einer grundsätzlichen Überarbeitung. Näheres sollte auf der Diskussionsseite angegeben sein. Bitte hilf mit, ihn zu verbessern , und entferne anschließend diese Markierung. [ Anmerkung 8 ] | Dieser Artikel oder Abschnitt bedarf einer grundsätzlichen Überarbeitung. Näheres sollte auf der Diskussionsseite angegeben sein. Bitte hilf mit, ihn zu verbessern , und entferne anschließend diese Markierung. [ Anmerkung 8 ] | Panemunė (Übermemel)                                                                                | 55° 5′ 1″ N, 21° 54′ 21″ O   |
| Sowjetsk (russisch Советск, Tilsit) | A216 · E77 | [ Anmerkung 8 ] | A12 · E77 | Panemunė (Übermemel)                                                                                | 55° 4′ 33″ N, 21° 57′ 21″ O  |
| Pogranitschny (bis 1938 Schillehnen, 1938–1945 Waldheide, russisch Пограничный), Rajon Krasnosnamensk (bis 1938 Kreis Lasdehnen, 1938–1945 Kreis Haselberg) | ↑ Memel ↑ ↓ Šešupė ↓ (Scheschuppe, russisch Шешупе) | ↑ Memel ↑ ↓ Šešupė ↓ (Scheschuppe, russisch Шешупе) | ↑ Memel ↑ ↓ Šešupė ↓ (Scheschuppe, russisch Шешупе) | Smalininkai (Schmalleningken), Bezirk Tauragė (Tauroggen)                                           | 55° 4′ 13″ N, 22° 35′ 21″ O  |
| Pogranitschny (bis 1938 Schillehnen, 1938–1945 Waldheide, russisch Пограничный), Rajon Krasnosnamensk (bis 1938 Kreis Lasdehnen, 1938–1945 Kreis Haselberg) | 27K-105 | [ Anmerkung 10 ] | K184 | PKP Ramoniškiai bei Sudargas (Sudargen)                                                             | 55° 3′ 35″ N, 22° 35′ 30″ O  |
| Dickiauten, Wüstung im Rajon Krasnosnamensk | Pipeline Minsk–Kaliningrad | Pipeline Minsk–Kaliningrad | Pipeline Minsk–Kaliningrad | Šilgaliai (Schillgallen), Rajongemeinde Šakiai                                                      | 54° 56′ 9″ N, 22° 45′ 58″ O  |
| Kutusowo (Schirwindt, russisch Кутузово) | ↑ Šešupė ↑ ↓ Širvinta ↓ (Schirwindt, russisch Шервинта) | ↑ Šešupė ↑ ↓ Širvinta ↓ (Schirwindt, russisch Шервинта) | ↑ Šešupė ↑ ↓ Širvinta ↓ (Schirwindt, russisch Шервинта) | (Kudirkos Naumiestis) (Schirwindt-Neustad)                                                          | 54° 46′ 40″ N, 22° 51′ 34″ O |
| Kutusowo (Schirwindt, russisch Кутузово) | ← 27A-012 | [ Anmerkung 13 ] | 138 → | (Kudirkos Naumiestis) (Schirwindt-Neustad)                                                          | 54° 46′ 34″ N, 22° 51′ 18″ O |
| früher Pimballen (Bilderweitschen) | ↑ Širvinta ↑ ↓ Alte Schirwind ↓ | ↑ Širvinta ↑ ↓ Alte Schirwind ↓ | ↑ Širvinta ↑ ↓ Alte Schirwind ↓ | bei Stanaičiai, Rajongemeinde Vilkaviškis                                                           | 54° 41′ 4″ N, 22° 43′ 35″ O  |
| früher Pimballen (Bilderweitschen) | ↑ Alte Schirwind ↑ ↓ Liepona ↓ (Lepone, russisch Лепона Lepona) | ↑ Alte Schirwind ↑ ↓ Liepona ↓ (Lepone, russisch Лепона Lepona) | ↑ Alte Schirwind ↑ ↓ Liepona ↓ (Lepone, russisch Лепона Lepona) | bei Stanaičiai, Rajongemeinde Vilkaviškis                                                           | 54° 40′ 28″ N, 22° 44′ 25″ O |
| Tschernyschewskoje (Eydtkuhnen, russisch Чернышевское) | Vorlage:RSIGN/Wartung/EU-E-Einbindung | | A7 · E28 | Bahnhof Kybartai (Wirballen) bei Kybartai (Kibarten), Rajongemeinde Vilkaviškis                     | 54° 38′ 30″ N, 22° 44′ 38″ O |
| Tschernyschewskoje (Eydtkuhnen, russisch Чернышевское) | Kaliningrader Eisenbahn | Kaliningrader Eisenbahn | Kaliningrader Eisenbahn | Bahnhof Kybartai (Wirballen) bei Kybartai (Kibarten), Rajongemeinde Vilkaviškis                     | 54° 38′ 24″ N, 22° 44′ 49″ O |
| Nekrassowo, Rajon Nesterow | ↑ Liepona ↑ (Lepone, russisch Лепона Lepona) | ↑ Liepona ↑ (Lepone, russisch Лепона Lepona) | ↑ Liepona ↑ (Lepone, russisch Лепона Lepona) | Kurpikai, Kreis Kybartai, Rajongemeinde Vilkaviškis                                                 | 54° 33′ 50″ N, 22° 42′ 48″ O |
| Maloje Belosernoje (Kleiner Kallweitschen, russisch Малое Белозерное)                                                                                       | [ Anmerkung 17 ] | [ Anmerkung 17 ] | [ Anmerkung 17 ] | Vištytis (Wystiten), Rajongemeinde Vilkaviškis (Wilkowischken)                                      | 54° 27′ 13″ N, 22° 42′ 11″ O |
| Wystiter Hügelland, Rominter Heide, Rajon Nesterow | Wystiter See (litauisch Vištyčio ežeras, russisch Виштынецкое озеро Wischtynezkoje osero) | Wystiter See (litauisch Vištyčio ežeras, russisch Виштынецкое озеро Wischtynezkoje osero) | Wystiter See (litauisch Vištyčio ežeras, russisch Виштынецкое озеро Wischtynezkoje osero) | Vištytis (Wystiten), Rajongemeinde Vilkaviškis (Wilkowischken)                                      | 54° 25′ 21″ N, 22° 44′ 46″ O |
| Dreiländereck Polen -Litauen -Russland | Dreiländereck Polen -Litauen -Russland | Dreiländereck Polen -Litauen -Russland | Dreiländereck Polen -Litauen -Russland | Dreiländereck Polen -Litauen -Russland                                                              | 54° 21′ 48″ N, 22° 47′ 31″ O |

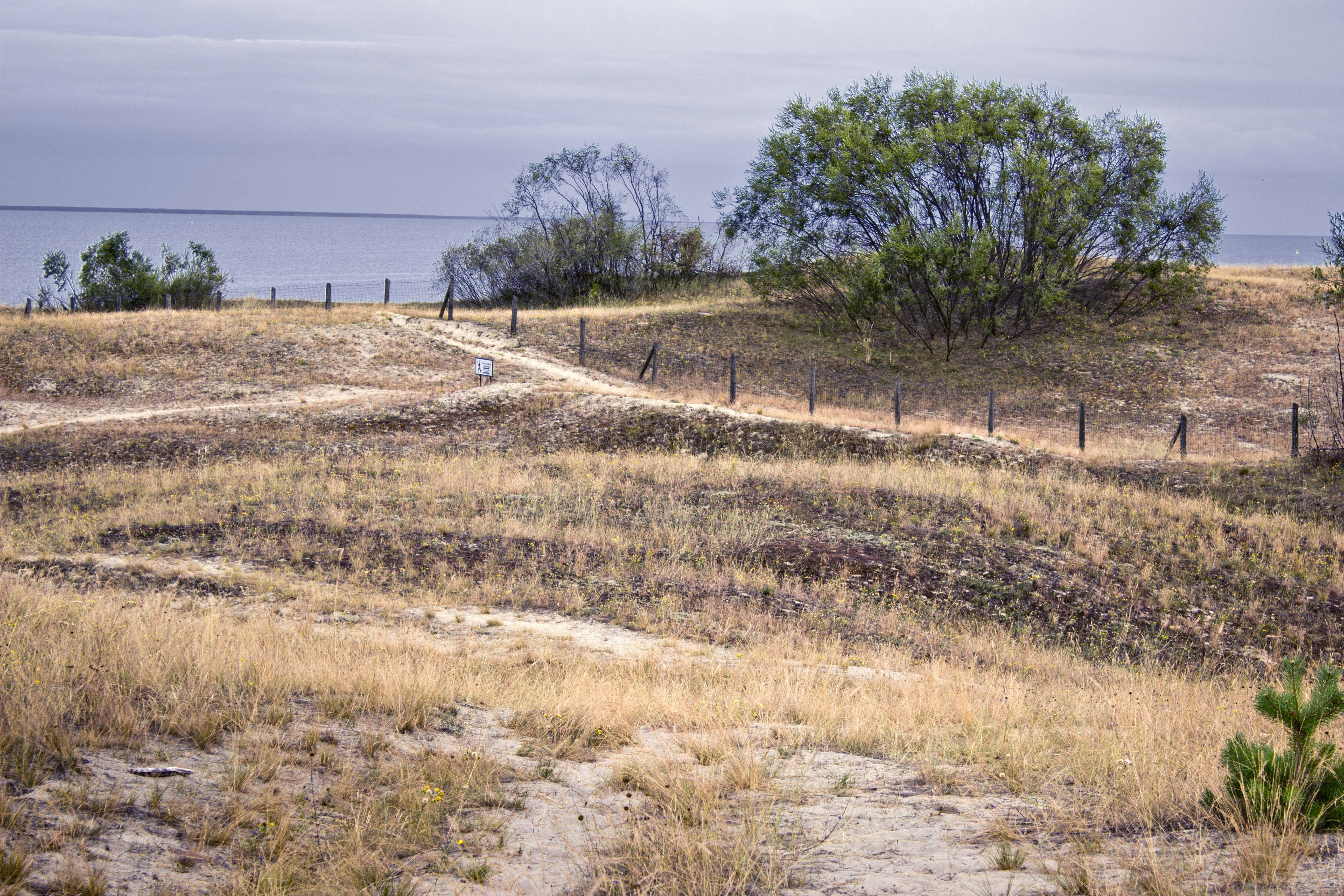
Grenze auf der Kurischen Nehrung
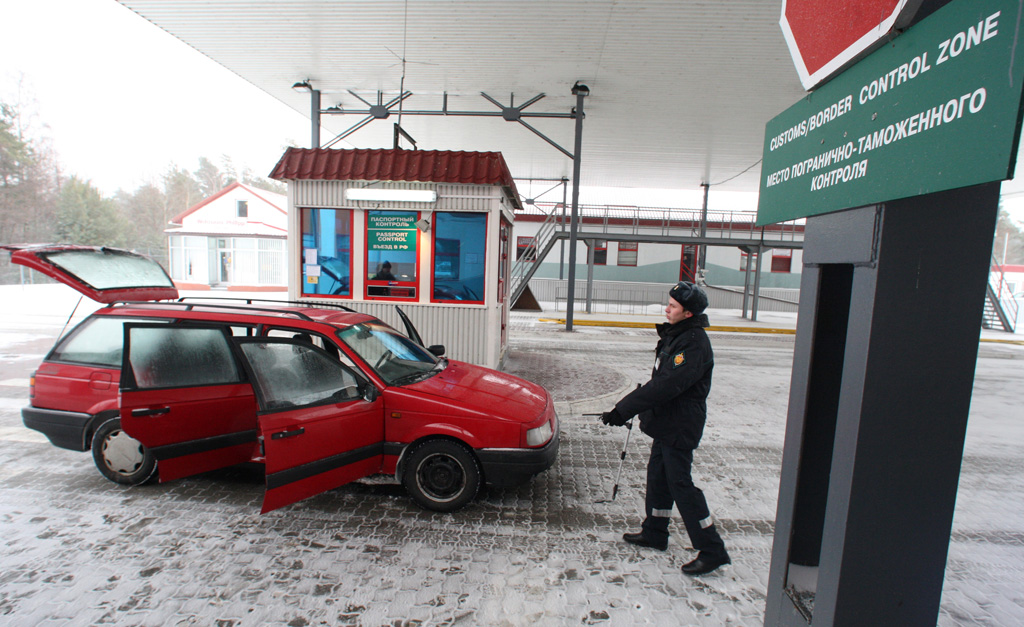
Grenzkontrolle Rybatschi (Рыбачий) (Rossitten), Grenze Morskoje – Nida
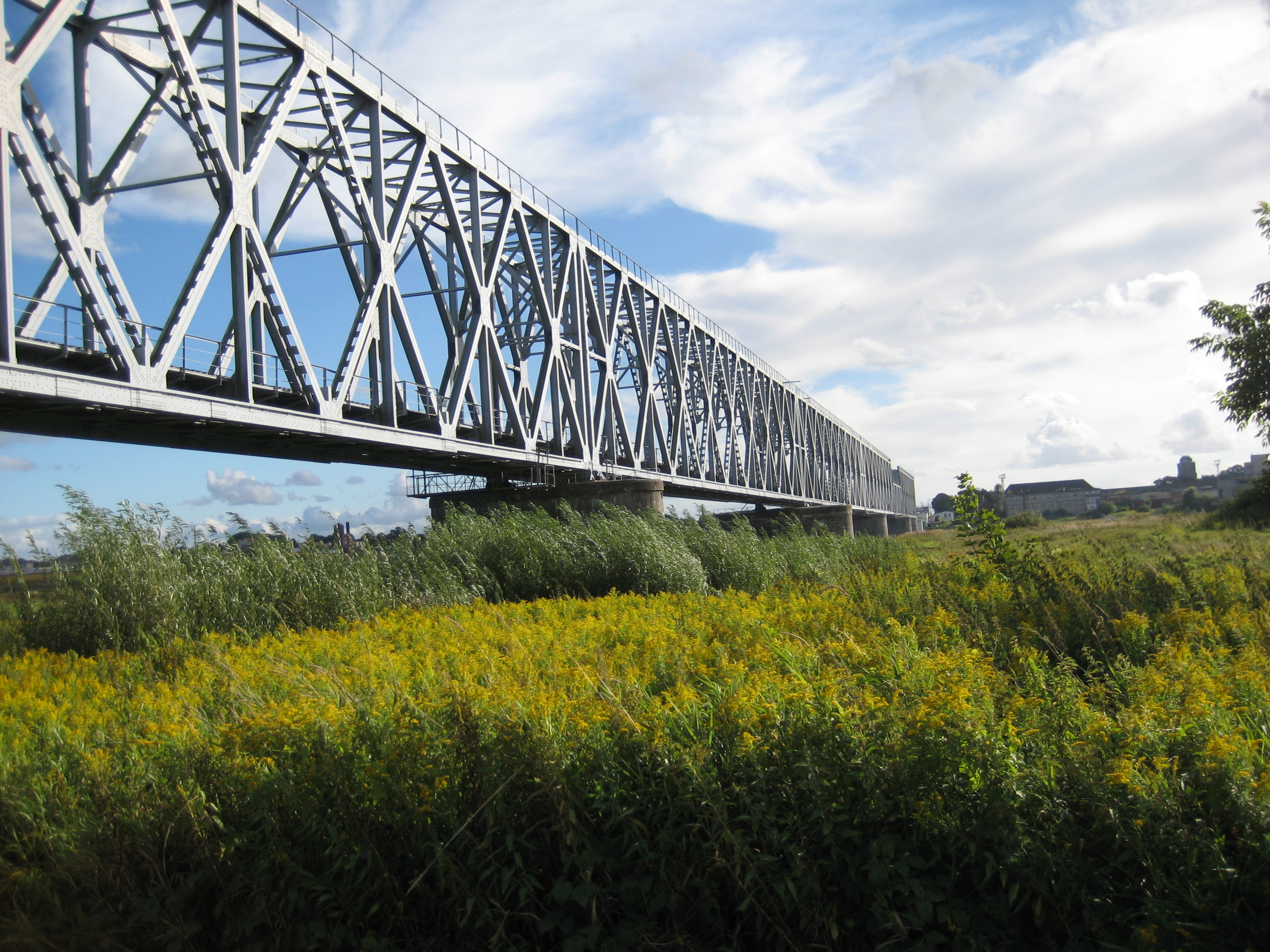
Eisenbahnbrücke Litauen – Russland
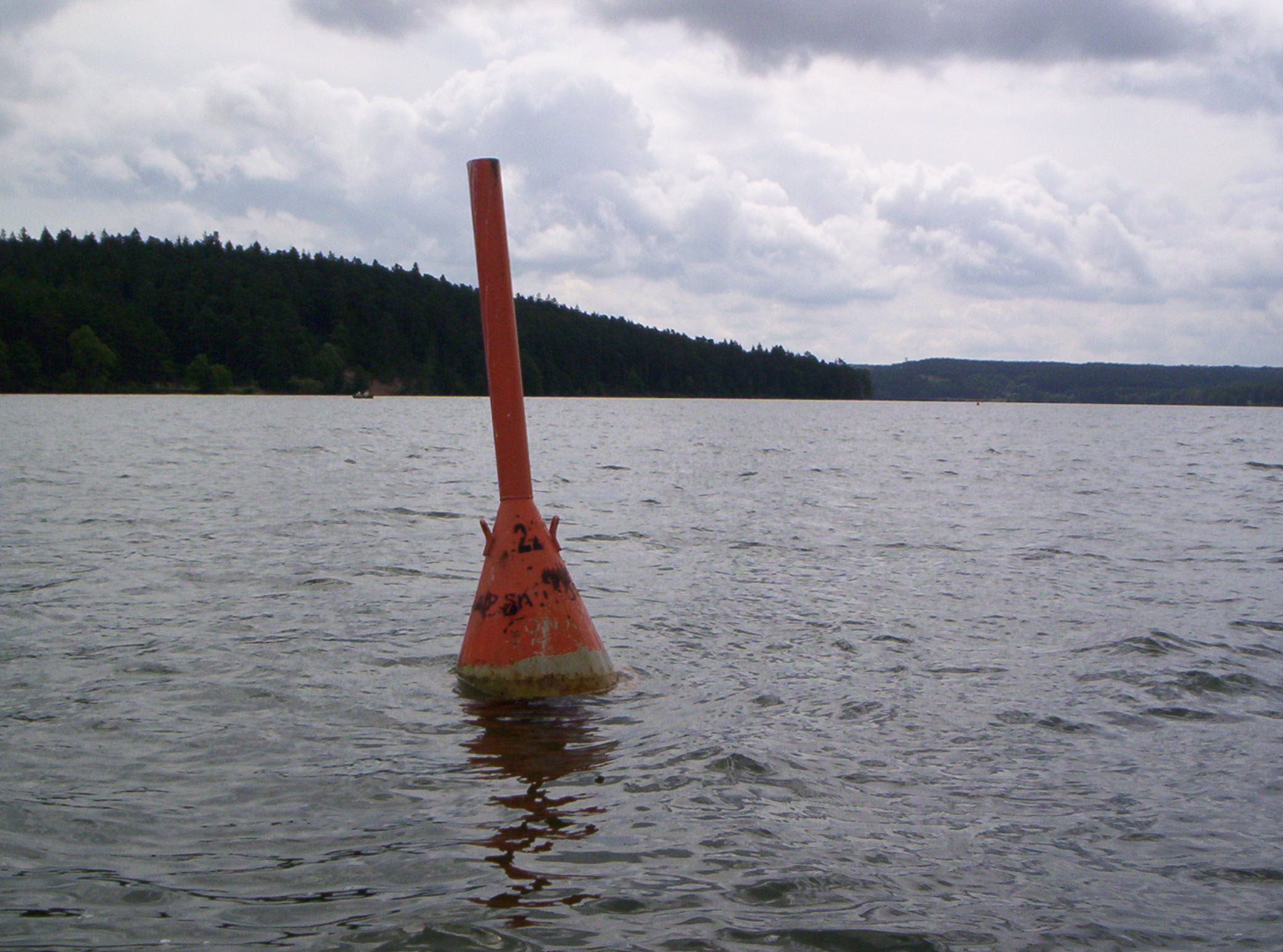
Grenzboje auf dem Wysiter See
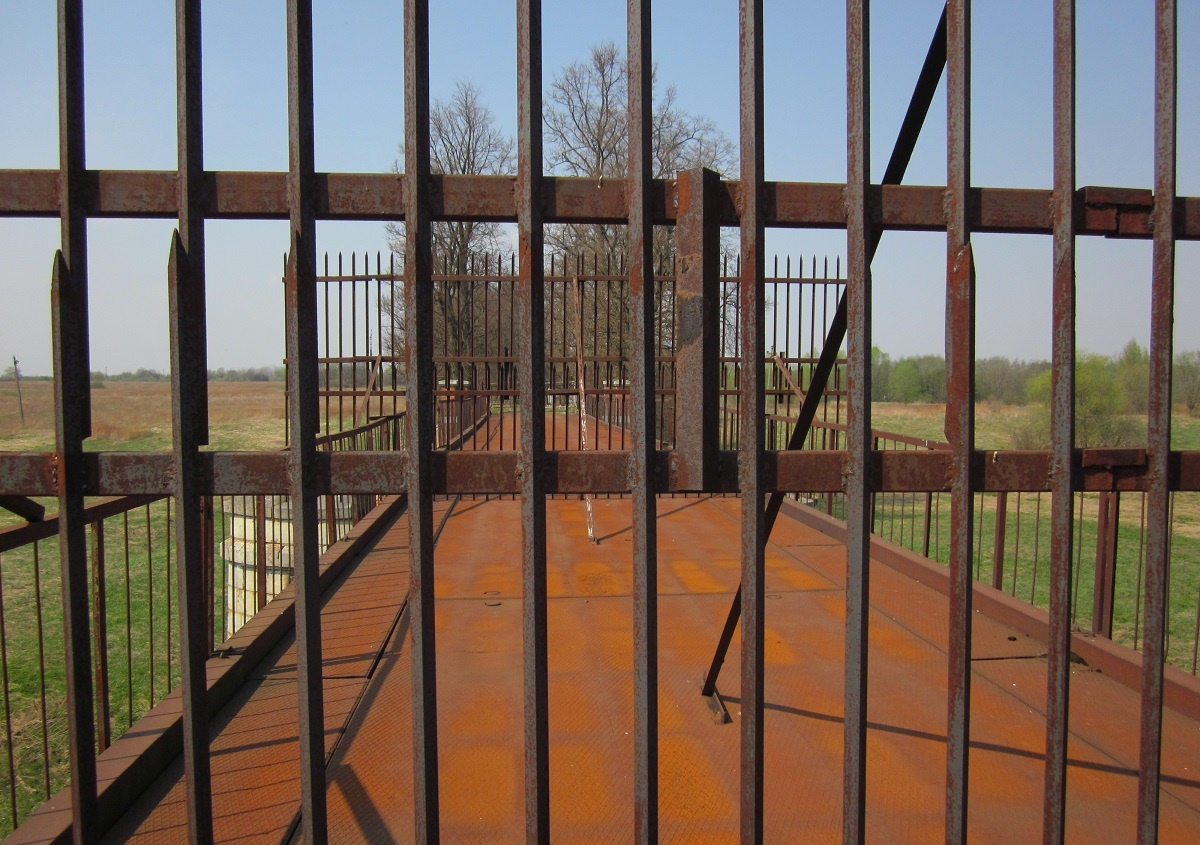
Geschlossene Grenzbrücke bei Kutusowo (2011)
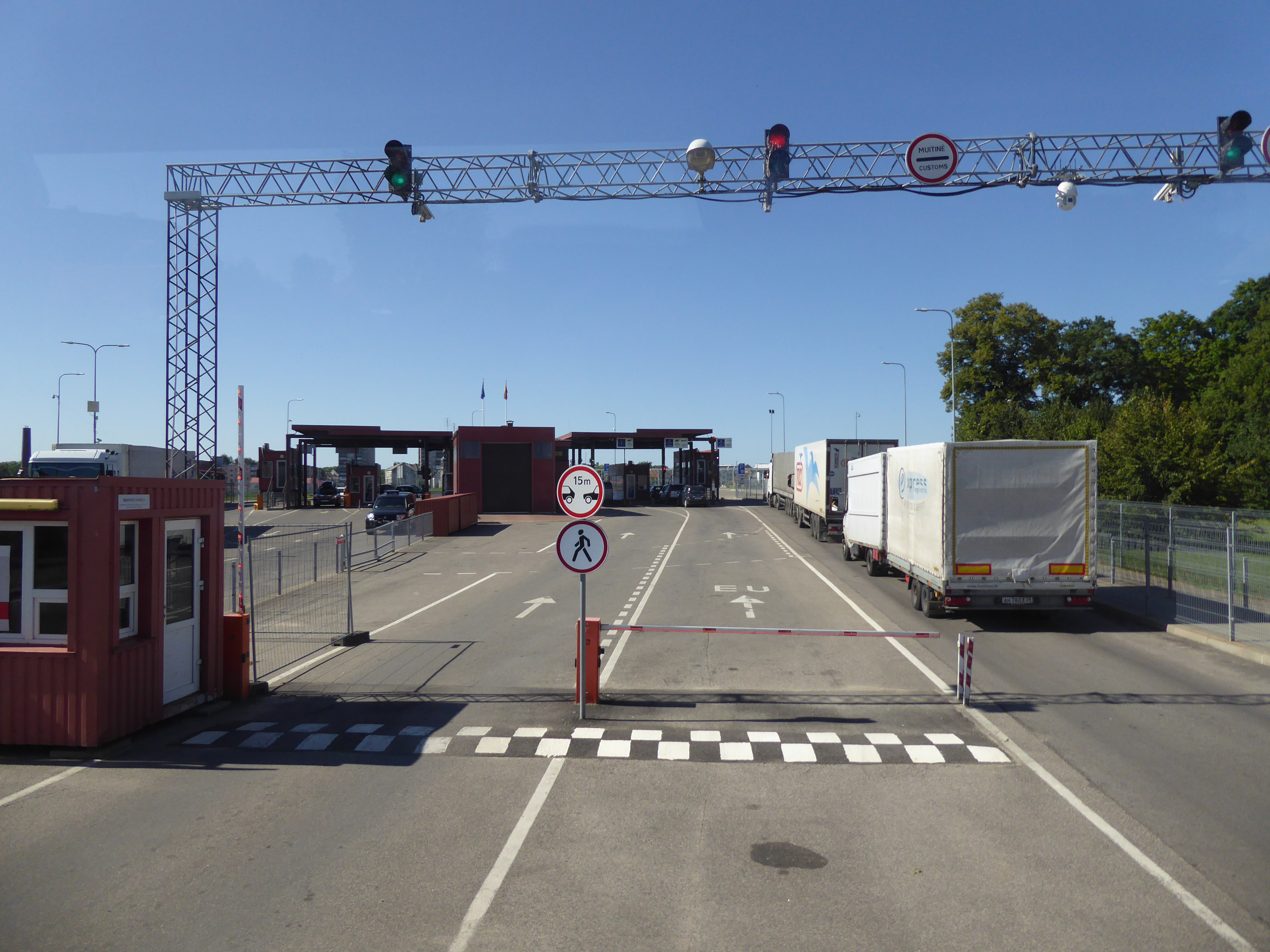
Grenze PKP Panemunė
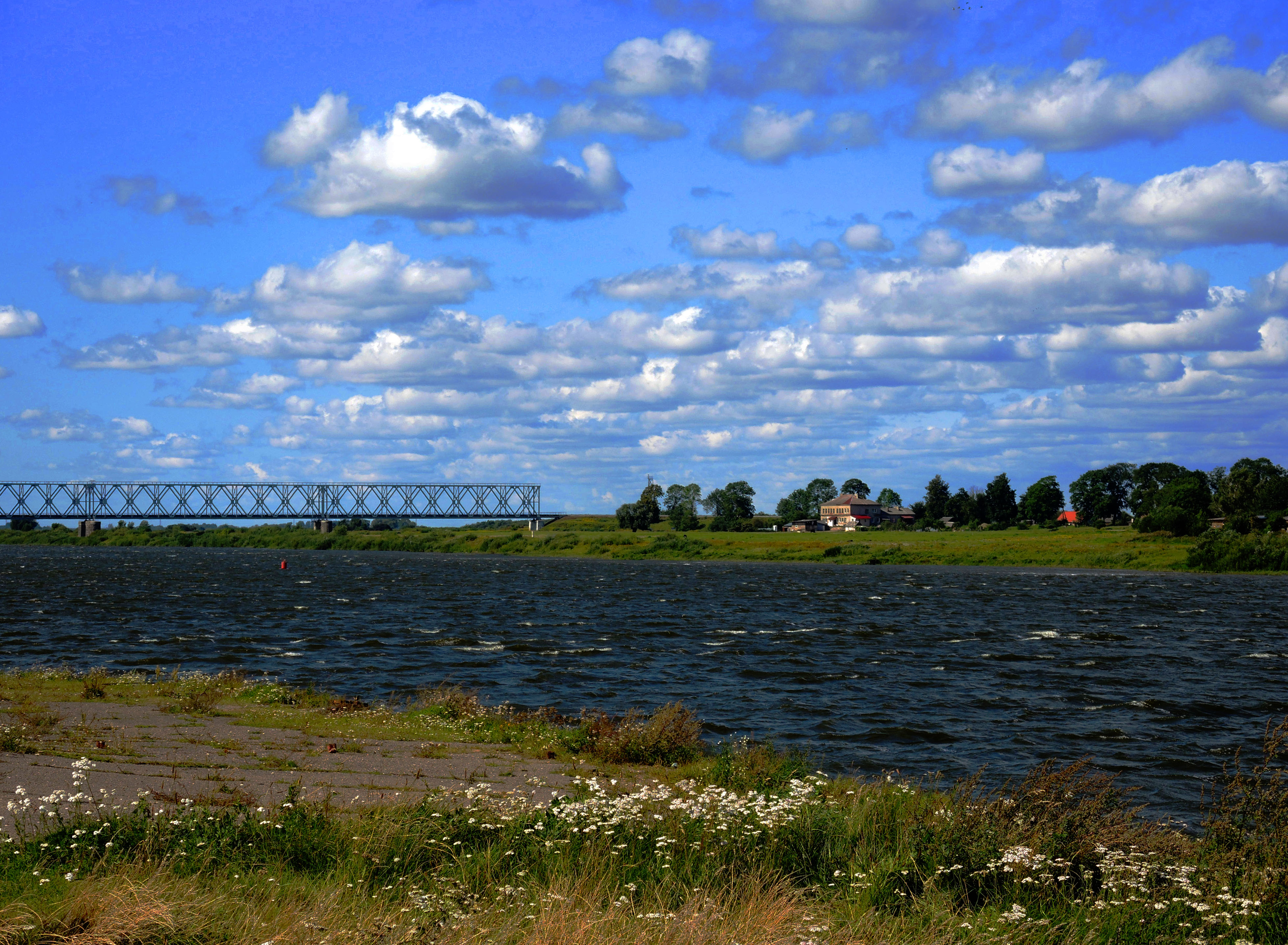
Eisenbahnbrücke über den Grenzfluss Memel
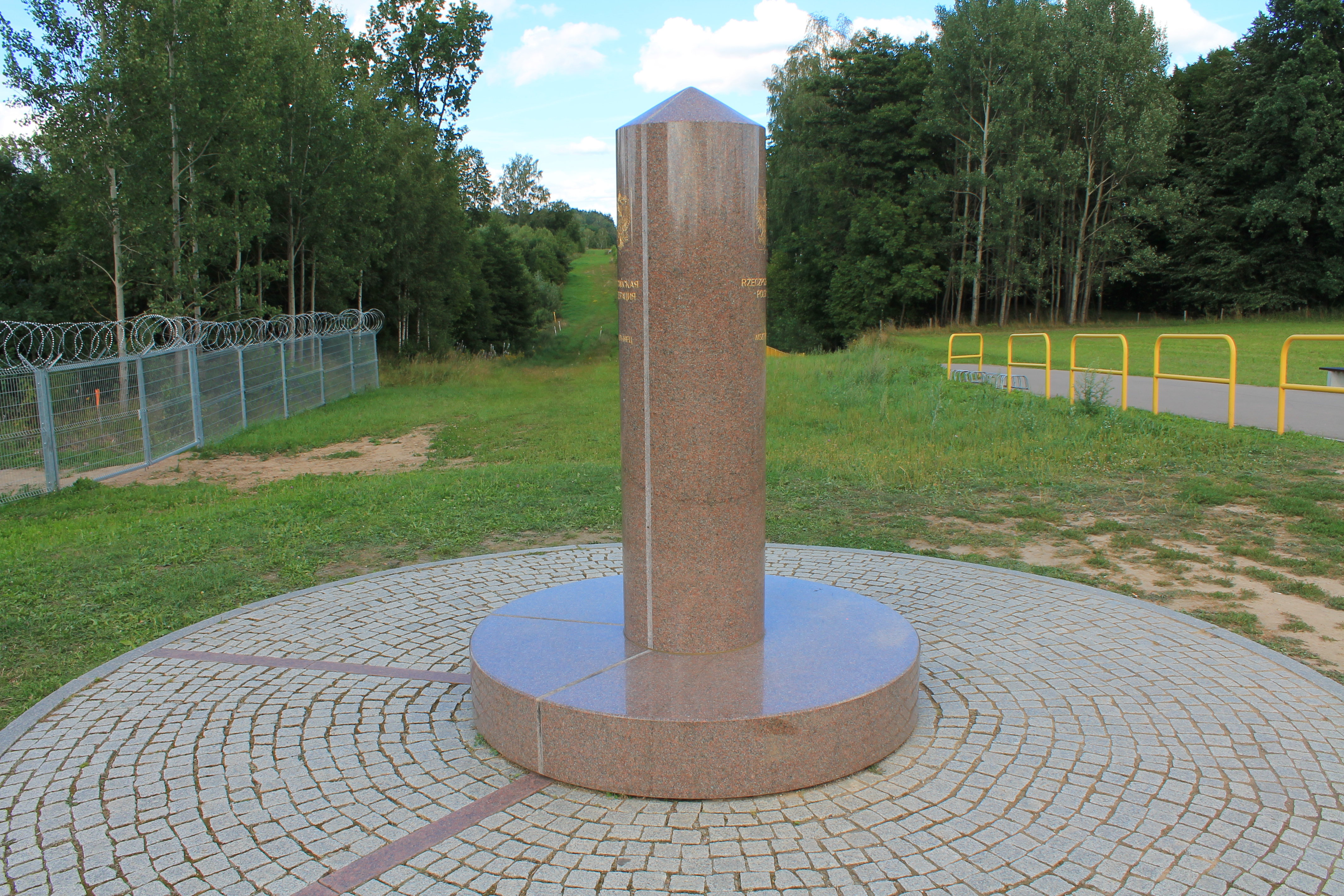
Dreiländereck Litauen – Polen – Russland

## Grenzverkehr
Das Überqueren der Grenze nach Litauen erfordert ein Visum nach dem Recht der Europäischen Union (Schengener Abkommen) bzw. nach Russland ein russisches Visum.
Seit 13. September 2023 schloss die estnische Regierung die Grenze für in Russland zugelassene Fahrzeuge. Ausnahmen gelten etwa für den Transitverkehr zwischen Russland und dessen Ostsee-Exklave Kaliningrad und für Fahrzeuge, die von diplomatischen und konsularischen Vertretungen genutzt werden.

### Kleiner Grenzverkehr
Eine Vereinbarung zum „Kleinen Grenzverkehr“, wie zwischen Polen und Russland, die inzwischen ausgesetzt wurde, gab es zwischen Litauen und Russland nicht. Nur auf regionaler Ebene gibt es Reiseerleichterungen für die Anwohner der benachbarten Grenzgebiete. Einige Projekte wurden grenzüberschreitend geplant und teilweise realisiert.

### Transit von Öl und Gas
Es besteht eine Versorgungsleitung, die via Belarus im Transit durch Litauen läuft. Wegen der zunehmenden Differenzen seit der völkerrechtswidrigen Annexion der Krim durch Russland äußerte Russland die Befürchtung, Litauen könnte die Verbindung unterbrechen. Daher wurde ein Gasterminal in der Ostsee vor Königsberg erbaut. Da der Transport mit Gastankern über See deutlich teurer ist, wird die Anlage nur für den Notfall vorgehalten.

### Schmuggel
An der russisch-litauischen Grenze gab es vor dem Bau des Grenzzauns Schmuggel und einen ‚Shuttle‘-Handel mit billigeren russischen und belarussischen Waren, insbesondere Zigaretten, Alkohol und Kraftstoff. Von Litauen wurden unter anderem elektronische Geräte und Haushaltsgeräte nach Russland verbracht.

## Geschichte
Die historischen Grenzen zwischen dem Großfürstentum Litauen und dem Zarenreich Russland änderten sich im Laufe der Geschichte beträchtlich und hatten wenig Ähnlichkeit mit den modernen Grenzen.
Die heutige litauisch-russische Grenze wurde nach dem Zweiten Weltkrieg festgelegt. Zum größten Teil folgt sie der älteren Grenze zwischen der ehemaligen deutschen Provinz Ostpreußen im Süden mit Russland im Norden.
1923 wurde die Region Klaipėda (Memelland) an Litauen übertragen. 1939 wurde Litauen gezwungen, sie an das Deutsche Reich abzutreten. 1945 wurde die Südseite (Ostpreußen) der Grenze von der Sowjetunion als Oblast Kaliningrad und die Nordseite als litauischer Teil der Sowjetunion übernommen. Somit war es eine interne Unionsgrenze zwischen der RSFSR und der Litauischen SSR. Bemerkenswert ist, dass es vor 1917, zeitweise für lange Zeit eine Grenze war, bei der Russland nordöstlich lag. Aktuell liegt Russland im Südwesten.
In sowjetischer Zeit gab es wenig Verkehr über die Grenze der beiden Sowjetrepubliken; sie war offen. Die historisch und geografisch bedingte Infrastruktur des Gebietes war wenig auf Nachbarschaftsverkehr ausgerichtet, da sie überwiegend durch Gewässer getrennt ist. Zudem hat die UdSSR viele der früher deutschen Siedlungen an der Grenze – auch noch nach Kriegsende – verwüstet. Ehemalige deutsche Nachbarn wurden vertrieben. Menschen aus anderen Teilen der Sowjetunion wurden mancherorts angesiedelt; andere Orte blieben entvölkert. Somit war die Nachfrage nach einem kleinen Grenzverkehr weniger ausgeprägt als an der Grenze zwischen Russland und Polen. Mit der Mitgliedschaft in der Europäischen Union 2004 führte Litauen Visa auch für den regionalen und den Transitverkehr ein.
Litauen wurde im August 1991 nach dem Zerfall der UdSSR unabhängig, wodurch diese Grenze zwischen den ehemaligen Unionsrepubliken wieder international wurde. 1997 unterzeichneten die Russische Föderation und die Republik Litauen ein Grenzabkommen, mit dem Absurditäten an der Grenze beseitigt wurden. Beispielsweise war der Wystiter See zwischen den Staaten geteilt, wobei das gesamte Gebiet der Wasserfläche russisch war. Oft verletzten Fischer und Schwimmer von litauischer Seite aus die Grenze, was gelegentlich zu unangenehmen Aktionen russischer Grenzbeamten führte. Nun ist die ufernahe Wasserfläche litauisch. Im Gegenzug erhielt Russland territoriale Entschädigungen an anderen Grenzabschnitten. Der Vertrag trat 2003 in Kraft.
Seit September 2022 hat Litauen einen Einreisestopp für russische Bürger verhängt. Als Reaktion auf Russlands Angriffskrieg gegen die Ukraine hat Litauen die Einreise für Russen mit Schengen-Visum weiter beschränkt. Seit 19. September 2022 dürfen russische Staatsbürger mit einem Schengen-Visum für touristische Aufenthalte, Geschäftsreisen, Sport- und Kulturveranstaltungen hier nicht mehr einreisen – unabhängig davon, von welchem Mitgliedsland das Visum ausgestellt wurde.